# Campionati del mondo di atletica leggera 2001 - Marcia 20 km maschile
La 20 km di marcia si è tenuta il 4 agosto 2011, alle ore 15:50.

## Classifica finale
| Pos.         | Atleta                         | Tempo   | Note |
| ------------ | ------------------------------ | ------- | ---- |
| 1            | Roman Rasskazov (RUS)          | 1:20:31 | SB   |
| 2            | Ilya Markov (RUS)              | 1:20:33 |      |
| 3            | Viktor Burayev (RUS)           | 1:20:36 |      |
| 4            | Nathan Deakes (AUS)            | 1:20:55 |      |
| 5            | David Márquez (ESP)            | 1:21:09 | PB   |
| 6            | Joel Sánchez (MEX)             | 1:22:05 |      |
| 7            | Satoshi Yanagisawa (JPN)       | 1:22:11 |      |
| 8            | Jefferson Pérez (ECU)          | 1:22:20 |      |
| 9            | Jiří Malysa (CZE)              | 1:22:42 |      |
| 10           | Hatem Ghoula (TUN)             | 1:23:14 |      |
| 11           | Alejandro López (MEX)          | 1:23:20 |      |
| 12           | Alessandro Gandellini (ITA)    | 1:24:05 |      |
| 13           | Li Zewen (CHN)                 | 1:24:29 |      |
| 14           | Robert Heffernan (IRL)         | 1:25:02 |      |
| 15           | Ivan Trotski (BLR)             | 1:25:02 |      |
| 16           | Lorenzo Civallero (ITA)        | 1:25:28 |      |
| 17           | Miloš Holuša (CZE)             | 1:25:37 |      |
| 18           | Luis Fernando García (GTM)     | 1:26:47 |      |
| 19           | Shin Il-Yong (KOR)             | 1:27:47 |      |
| 20           | Gintaras Andriuškevicius (LTU) | 1:27:53 |      |
| 21           | Arturo Huerta (CAN)            | 1:29:27 |      |
| 22           | Silviu Casandra (ROU)          | 1:29:49 |      |
| 23           | Anthony Gillet (FRA)           | 1:31:24 |      |
| 24           | Sabir Sharuyayev (KAZ)         | 1:32:03 |      |
| Squalificati |                                |         |      |
| —            | Tim Berrett (CAN)              | DSQ     |      |
| —            | Vladimir Andreev (RUS)         | DSQ     |      |
| —            | Rami Abdelhabi Al-Deeb (PSE)   | DSQ     |      |
| —            | Artur Meleshkevich (BLR)       | DSQ     |      |
| —            | João Vieira (PRT)              | DSQ     |      |
| —            | Timothy Seaman (USA)           | DSQ     |      |
| —            | Yevgeniy Misyulya (BLR)        | DSQ     |      |
| —            | Noé Hernández (MEX)            | DSQ     |      |
| —            | Daugvinas Zujus (LTU)          | DSQ     |      |
| Ritirati     |                                |         |      |
| —            | Andreas Erm (DEU)              | DNF     |      |
| —            | André Höhne (DEU)              | DNF     |      |
| —            | Aigars Fadejevs (LVA)          | DNF     |      |
| —            | Paquillo Fernández (ESP)       | DNF     |      |